# Kutharahalli, Kunigal
Kutharahalli là một làng thuộc tehsil Kunigal, huyện Tumkur, bang Karnataka, Ấn Độ.